# House on Hill
Albums de Brad Mehldau Trio
Day Is Done
(2005) Brad Mehldau Trio Live
(2008)
House On Hill est un album en trio du pianiste de jazz américain Brad Mehldau sorti en 2006 chez Nonesuch Records. C'est le dernier album du trio avec Jorge Rossy, qui sera remplacé par Jeff Ballard.
Cet album, partiellement issu des sessions d'Anything Goes, contient des morceaux composés par Mehldau entre 2000 et 2002.
Le jeu de Brad Mehldau sur cet album s'axe beaucoup sur la dichotomie entre sa main droite et sa main gauche, par exemple sur Waiting for Eden, où sa main gauche joue des arpèges complexes pendant que sa main droite joue une ligne mélodique simple (sur l'outro, à partir de 5:35).

## Analyse
Dans le livret du disque, Mehldau parle de la question de la composition en jazz et analyse des extraits de L'Art de la fugue de Bach, du Quintette pour clarinette et cordes de Brahms, d'Evidence et de I Mean You de Monk. Thom Jurek dit de ces notes que « c'est une lecture intellectuelle (comprenez : prise de tête) – et parfois aride. »
Mehldau analyse les relations entre l'harmonie et le contrepoint, dans la musique classique et dans le jazz. Ainsi dans l'écriture contrapuntique de Bach, la mélodie prime sur les harmonies qui sont simplement sous-entendues. Ce procédé est presque impossible à reproduire en jazz, dans un contexte d'improvisation.
Mehldau critique l'approche du piano qui consiste à simplement joue la mélodie à la main droite et à jouer un accompagnement à la main gauche (ce que Glenn Gould appelait de la « musique pour droitiers »), qui est souvent une formule utilisée dans le jazz. La notation des morceaux de jazz, telle qu'on la trouve dans le Real Book, qui consiste en une ligne mélodique surmontée de la notation d'accords d'accompagnement, pousse à ce type de jeu. Le problème réside dans l'équilibre entre la notation jazz, qui a besoin d'être simplifiée pour offrir au soliste une liberté d'improvisation, et le désir de Mehldau de jouer avec les voix internes à l'harmonie.
Mehldau cite Thelonious Monk comme son maître en composition jazz. La construction des morceaux de Monk, souvent autour de motifs simples, lui permet d'improviser autour des mêmes motifs, et ainsi de rester dans une cohérence par rapport à ses compositions. Mehldau réutilise ce procédé régulièrement.
Ces réflexions irriguent les compositions de l'album. Ainsi dans Boomer, Mehldau met en pratique ce qu'il appelle « la polyphonie discrète de Brahms » : à la main gauche Mehldau ne plaque pas des accords, mais joue un flux de notes, sous-entendant une progression harmonique, pendant que la main droite joue la mélodie, et pendant les solos la main gauche continue son accompagnement. On retrouve ce procédé sur Backyard ou sur Happy Tune, un blues construit autour d'une ligne de basse en 7/4.

## Liste des pistes
Toute la musique est composée par Brad Mehldau.
| No | Titre              | Durée |
| -- | ------------------ | ----- |
| 1. | August Ending      | 6:59  |
| 2. | House on Hill      | 8:13  |
| 3. | Bealtine           | 9:19  |
| 4. | Boomer             | 7:17  |
| 5. | Backyard           | 5:43  |
| 6. | Fear and Trembling | 5:26  |
| 7. | Embers             | 8:07  |
| 8. | Happy Tune         | 8:53  |
| 9. | Waiting for Eden   | 7:32  |

## Personnel
- Brad Mehldau - piano
- Larry Grenadier - contrebasse
- Jorge Rossy -  batterie